# Cucullanus elegans
Espèce
Cucullanus elegans est une espèce de nématodes chromadorés de la famille des Cucullanidae. Cette espèce est un endoparasite de la Perche commune (Perca fluviatilis) en Europe.

## Systématique
Selon les sources, cette espèce a été créée soit en 1802 par Karl Asmund Rudolphi, soit en 1800 par Johann Georg Heinrich Zeder.